# Marc Dillmann
Marc Dillmann (* 23. Juni 1978 in Iserlohn) ist ein ehemaliger deutscher Eishockeytorwart.

## Karriere
Marc Dillmann begann seine Karriere als Eishockeyspieler bei der Düsseldorfer EG, für die er von 1998 bis 2000 in der 2. Bundesliga aktiv war und mit der er als Zweitligameister in der Saison 1999/00 in die DEL aufstieg, diese jedoch nach der Spielzeit verließ. Nach einem Jahr Pause spielte der Torwart für je eine Spielzeit in der Oberliga beim ERC Haßfurt und dem EC Peiting, ehe er für die Saison 2003/04 einen Vertrag bei den Frankfurt Lions aus der DEL erhielt, mit dem er anschließend Deutscher Meister wurde. Trotz des Erfolges mit den Hessen kehrte Dillmann in die Oberliga zurück, in der er bis 2007 für seinen Ex-Club aus Peiting und den EV Ravensburg auf dem Eis stand. Zudem lief er in der Saison 2006/07 in vier Spielen für die SERC Wild Wings in der 2. Bundesliga auf. Die Saison 2007/08 verbrachte der gebürtige Iserlohner in seiner Heimatstadt beim Iserlohner EC, für den er in der Regionalliga auflief. In der Saison 2008/09 spielte Dillmann für die Oberligisten TEV Miesbach und Herner EV. Nach einem weiteren Jahr in Herne schloss er sich 2010 den Ratinger Ice Aliens aus der Oberliga West an. Dort beendete er nach der Spielzeit 2011/12 seine aktive Karriere.

## Erfolge und Auszeichnungen
- 2000 Meister 2. Bundesliga mit der Düsseldorfer EG
- 2004 Deutscher Meister mit den Frankfurt Lions